# Ladd-Peebles Stadium
O Ladd-Peebles Stadium é um estádio localizado em Mobile, Alabama, Estados Unidos, possui capacidade total para 40.000 pessoas, é a casa do time de futebol americano universitário South Alabama Jaguars football da Universidade do Sul do Alabama, o estádio foi inaugurado em 1948, sedia o Senior Bowl e o LendingTree Bowl